# قشلاق اغداش امیرخان
قشلاق اغداش امیرخان یک روستا در ایران است که در استان اردبیل واقع شده‌است.